# Église Saint-Pierre-de-Gallègue
L'église Saint-Pierre-de-Gallègue  est une ancienne église aujourd'hui disparue, située dans le quartier de Trinquetaille en face d'Arles sur la rive droite du grand Rhône. Construite au XIe et détruite à la fin du XVIIIe siècle, l'église « Saint-Pierre-de-Gallègue » fut la première d'une série d'églises de Trinquetaille à porter  le vocable de Saint-Pierre. 

## Historique

### L'église Saint-Pierre
À l'époque du Bas-Empire, c’est dans l’ile de Gallègue qu'est établi le premier monastère d’Arles. Il est fondé, vraisemblablement, par l'évêque Hilaire, au début du Ve siècle, « in insula suburbana civitatis », ce suburbium insulaire de la cité désignant l'île de Gallègue, dont la configuration spéciale devait encore revivre dans la toponymie du Xe siècle,. À la suite de ce monastère, deux églises sont mentionnées : le prieuré « Notre-Dame-la-Capella », ou chapelle « Notre-Dame-en-Gallègue », peut-être l’ancienne chapelle du château des Baux dont il ne reste aucune trace, et l’église « Saint-Pierre-de-Gallègue ».

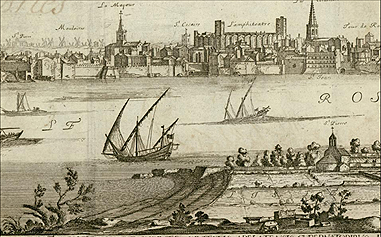
L’église « Saint-Pierre-de-Gallègue » à l'abandon en 1660 ; le pont romain dit de Constantin se trouvait sur la partie gauche de l'image, à la pointe de Trinquetaille.

Construite, non loin du Rhône, dans le quartier appelé la Pointe (nord du delta du Rhône et de Trinquetaille), l’église « Saint-Pierre-de-Gallègue » est proche de l’une des voies romaines de Trinquetaille, celle de Fourques (via Domitia) ; son emplacement à proximité du pont de Constantin prouve que ce quartier était en pleine ville à l’époque romaine. C’est non loin de là d’ailleurs (dans le nouveau cimetière) que fut trouvée une mosaïque décorée des quatre Saisons.
Cette première église remonte au milieu du Ve siècle et serait identifiée à celle du monastère de religieux fondé par saint Hilaire (? ; plutôt saint Honorat) entre 426 et 429 à Trinquetaille in insula Gallica  et connue sous le vocable des « Saints-Apôtres ». Elle est sans doute un lieu d’un pèlerinage si on en croît une anecdote de 428 concernant écroulement du pont de bateaux d'Arles sous l'affluence des fidèles traversant le Rhône pour la célébration annuelle du martyre de Saint Genès. Cette église, probablement ruinée lors des conflits autour d’Arles dans les années 470-508, est transférée un siècle plus tard (546 ou 547) sur la rive gauche du Rhône, dans le Vieux-Bourg, sous le règne de Childebert 1er et l’archiépiscopat d’Aurélien.
Pendant tout le haut Moyen Âge, à l’exception peut-être du début du IXe siècle, le quartier semble ensuite totalement abandonné et aucune église n’est signalée.
Une seconde église est élevée au quartier de « la Pointe » (extrémité nord de Trinquetaille, là où le Rhône se sépare en deux bras), probablement dès le XIIe siècle. L'église est pillée lors du siège d'Arles de 1240.
Une enquête de 1269 précise que Trinquetaille a son propre territoire, ses habitants, sa cour et son pilier de justice et qu’elle est entourée de murailles et possède également une église, « Saint-Pierre ». Mais est-ce la même église ? 
Abandonnée vers 1618, parce que les habitants la trouvaient trop éloignée « du village »  à la suite du déplacement du pont de bateaux plus en aval, l'église est alors connue sous le nom de « Saint-Pierre-le-Vieux ». Elle est ensuite démolie en 1786, et rasée en 1872 ; ses matériaux servent à la construction de l’enclos du cimetière qui marque son emplacement.

Les deux églises Saint-Pierre sur un plan de 1743.
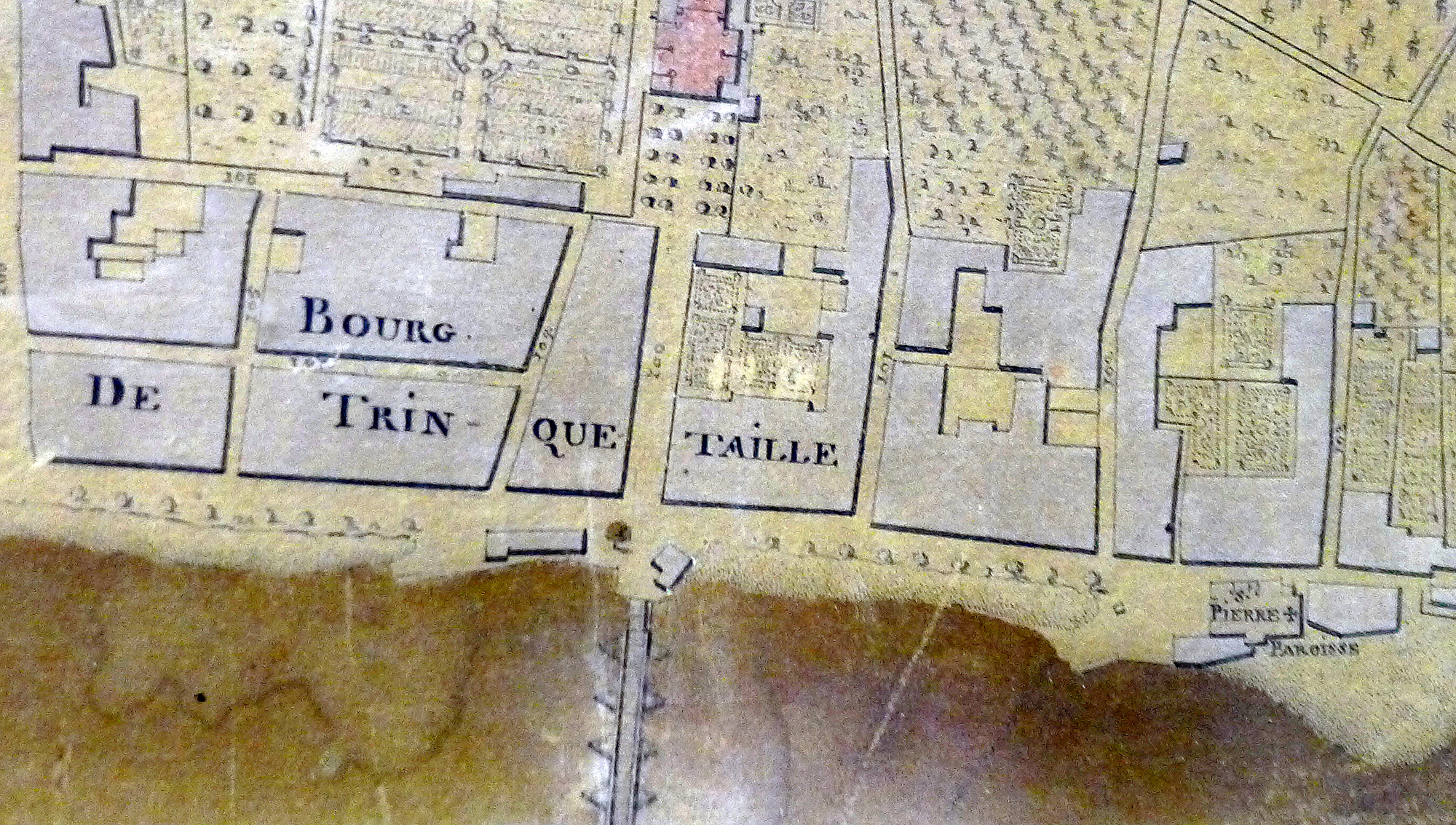
La nouvelle église Saint-Pierre à proximité du pont moderne.
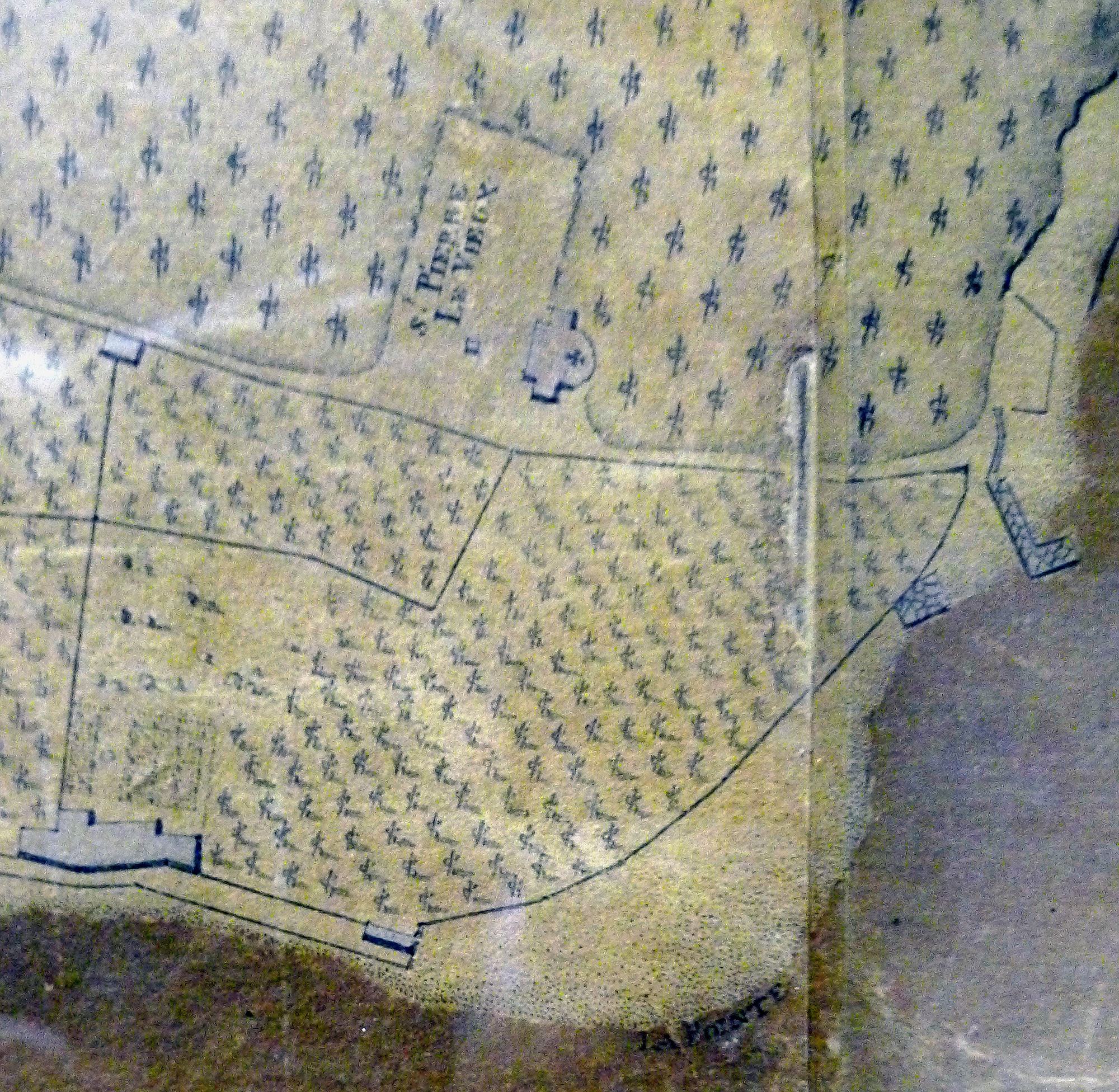
Saint-Pierre le Vieux vers la pointe, à proximité des ruines du pont romain.

### Postérité
La disparition de l’église « Saint-Pierre-de-Gallègue » ne marque pas la fin des églises Saint-Pierre à Trinquetaille. Une nouvelle église Saint-Pierre avec maison curiale avait été bâtie entretemps sur le bord même du fleuve, en aval, le bourg tendant à se ramasser au niveau du pont. La première pierre est posée le 2 mars 1614 par Monseigneur Gaspard du Laurens, archevêque d’Arles. Cette nouvelle église paroissiale de Trinquetaille est consacrée sous le vocable de « Saint-Pierre ès Liens ». Ruinée par les crues, elle est elle-même abandonnée en 1776, restaurée deux ans après et finalement démolie en 1864. 
L’église paroissiale est alors remplacée par l’église des Capucins, située plus dans les terres dont la première pierre est posée le 5 mai 1693 ; l'ouvrage est terminé en 1708. Église constitutionnelle pendant la Révolution, elle est rendue au culte après le Concordat et reprend le vocable de l’ancienne paroisse « Saint-Pierre-ès-Liens ». Ce bâtiment — ainsi que les derniers restes du monastère des Capucins — disparait définitivement lors des bombardements aériens de mai à août 1944.
Après cette destruction, une nouvelle église Saint-Pierre, œuvre de l’architecte Vago, est alors érigée à peu près au même emplacement. La première pierre est posée en 1952 par Monseigneur de Provenchères, archevêque d'Aix, et l’église est consacrée l’année suivante, le dimanche 20 décembre 1953.

## Sources et bibliographie
- Paul Masson, Fernand Benoit – Les Bouches-du-Rhône, encyclopédie départementale - T.14 : Monographies communales, Marseille- Aix- Arles – Paris, Marseille 1835 Bibliothèque Méjanes d’Aix
- Les Amis du Vieil Arles, no 35 ici